# Борисов Петро Федотович

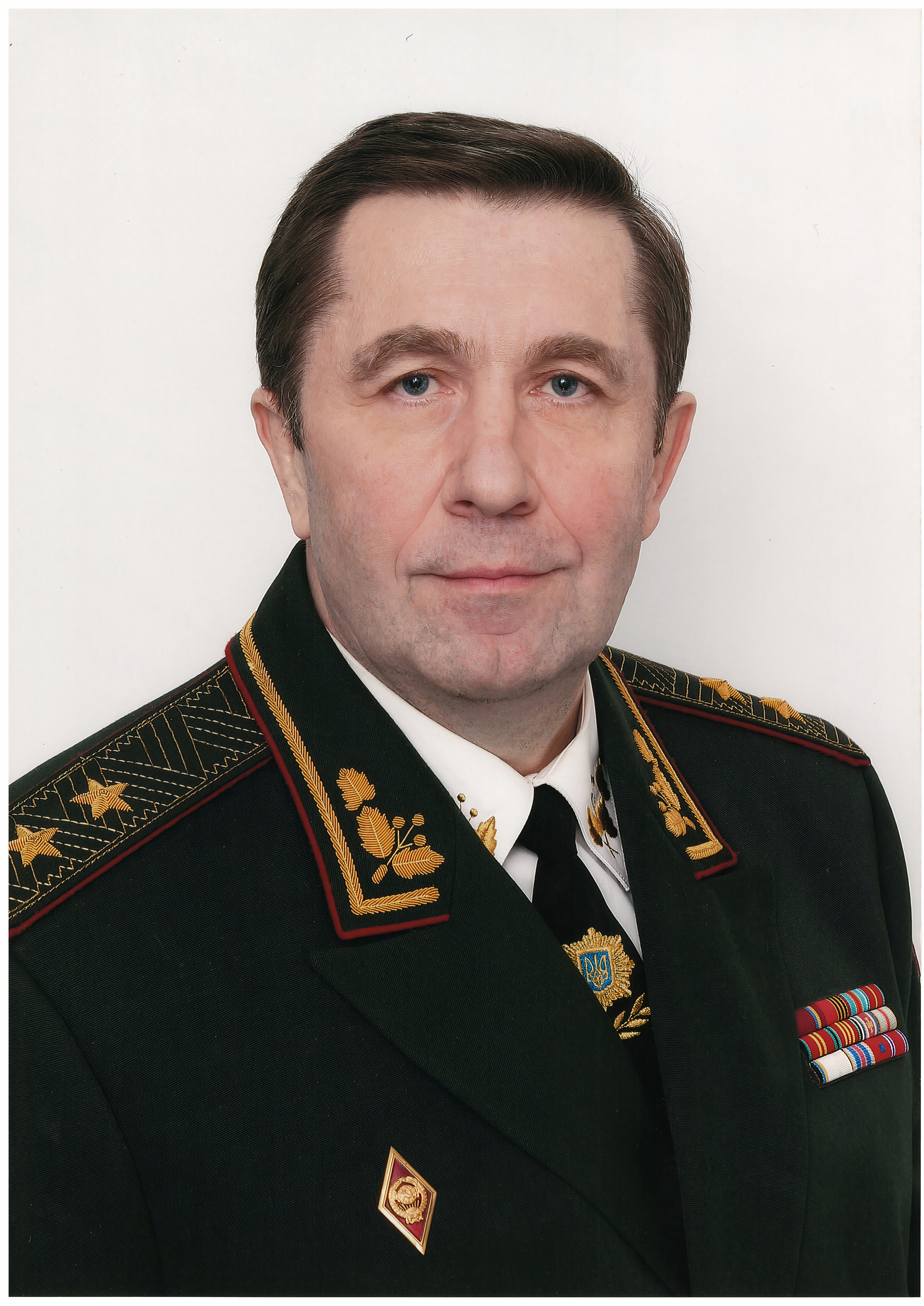
Борисов П. Ф.

Бори́сов Пéтро Федóтович (19 травня 1955 — 14 квітня 2021, м. Київ) — генерал-лейтенант Служби цивільного захисту у відставці, перший заступник Міністра з питань надзвичайних ситуацій та у справах  захисту населення від наслідків Чорнобильської катастрофи (2003—2004), кандидат технічних наук, доцент.

## Біографія

### Освіта
Народився 19 травня 1955 року в м. Києві. У 1972 році закінчив середню школу №104. У 1973—1976 роках навчався у Львівський державний університет безпеки життєдіяльності. 1983-го закінчив Вищу інженерну пожежно-технічну школу МВС СРСР.
Працював на посадах начальницького складу київського гарнізону пожежної охорони, де пройшов професійний шлях від начальника караулу до начальника загону ВПО з охорони Подільського району ГУ ДПО МВС України м. Києва.
Згодом перебував на керівних посадах в МВС та МНС України: від заступника начальника Головного управління пожежної безпеки МВС до першого заступника міністра з питань надзвичайних ситуацій.
Як керівник Борисов виявляв ініціативний та творчий підхід до виконання поставлених завдань, особистим прикладом скеровував дії підлеглих на зразкове виконання обов'язків. Перебуваючи на найвищих посадах у Службі, багато уваги приділяв удосконаленню наглядово-профілактичних функцій, вирішенню організаційних питань, пов'язаних із забезпеченням об'єктів ефективними, сучасними засобами пожежогасіння, підвищенню вогнестійкості будівельних конструкцій.
Як член Президії правління Добровільного пожежного товариства України, приділяв увагу удосконаленню функціонування, підвищенню впливу цієї громадської організації на посилення протипожежного захисту об'єктів та населених пунктів, сприяв поліпшенню взаємодії органів та підрозділів Державної пожежної охорони з організаціями Добровільного пожежного товариства.
Разом з тим, активно допомагав у проведенні профілактичної та масово-роз'яснювальної роботи серед населення, організації спільних заходів ДПО та ДПТ, зокрема фестивалів Дружин юних пожежних, різноманітних конкурсів на протипожежну тематику. Також піклувався про покращення матеріально-технічної бази підприємств, підбір досвідчених кадрів.
Борисов причетний також до створення та зміцнення в населених пунктах підрозділів місцевої пожежної охорони, посилення їх матеріально-технічної бази. Зокрема, було задіяно програми забезпечення пожежної безпеки в областях, якими передбачалося як утримування діючих підрозділів МПО, так і створення нових у віддалених населених пунктах.

### Кар'єра
- Вересень 1972 р. —  Жовтень 1973 р. - пожежний ВПЧ-10 (Пуща-Водиця) з охорони Подільського району м.Києва.
- Жовтень 1973 р. —  Серпень 1976 р. - курсант Львівського пожежно-технічного училища МВС СРСР.
- Серпень 1976 р. —  Травень 1977 р. - інспектор СВПЧ-7 з охорони Мінського району м.Києва.
- Травень 1977 р. —  Березень 1978 р.- начальник варти ВПЧ-14 по охороні Подільського району м.Києва.
- Березень 1978 р. —  Грудень 1979 р. - заступник начальника ВПЛ-14 по охороні Подільського району м.Києва.
- Грудень 1979 р. —  Червень 1982 р. - начальник ВПЧ-14 по охороні Подільського району м.Києва.
- Червень 1982 р. —  Травень 1988 р. - заступник начальника 2-го загону Воєнізованої пожежної охорони МВС з охорони Подільського району м.Києва.
- Травень 1988 р. —  Березень 1998 р. - начальник 2-го загону Воєнізованої пожежної охорони МВС з охорони Подільського району м.Києва.

Центральний апарат МВС України:
- Березень 1998 р. —  Липень 2002 р. - заступник начальника Головного управління-начальник управління пожежної профілактики, планування, контролю та інформаційного забезпечення Головного управління державної пожежної охорони МВС України.
- Липень 2002 р. —  Червень 2003 р. - заступник начальника Департаменту-начальник управління наглядово-профілактичної роботи Державного департаменту пожежної безпеки МВС України.
- Червень 2003 р. —  Лютий 2004 р. - Перший заступник міністра України з питань надзвичайних ситуацій та у справах захисту населення від наслідків Чорнобильської катастрофи[9].
- Лютий 2004 р. —  Серпень 2004 р. - заступник міністра України з питань надзвичайних ситуацій та у справах захисту населення від наслідків Чорнобильської катастрофи[10].
- Серпень 2004 р. —  Травень 2005 р. - заступник міністра України з питань надзвичайних ситуацій та у справах захисту населення від наслідків Чорнобильської катастрофи - начальник Департаменту пожежної безпеки[11].
- Травень 2005 р. —  Листопад 2005 р. - в розпорядженні Міністерства України з питань надзвичайних ситуацій та у справах захисту населення від наслідків Чорнобильської катастрофи[12].

### Нагороди та звання
- Орден "За заслуги" III ступеня[13].
- Генерал-майор внутрішньої служби[14].
- Генерал-лейтенант служби цивільного захисту[15].

## Особисте життя
Борисов помер 14 квітня у 2021 на 66-му році життя.